# Bruna Lombardi
Bruna Patrizia Maria Teresa Romilda Lombardi (née le 1er août 1952 à São Paulo ou à Rio de Janeiro) est une poétesse, écrivain, mannequin et actrice brésilienne. Elle est la fille du producteur de cinéma italien Ugo Lombardi (pt).
Elle est mariée à l'acteur Carlos Alberto Riccelli (pt) et a un fils. Ils résident actuellement à Los Angeles, aux États-Unis.

## Filmographie

### Cinéma
- 2007 : Le Signe de la ville
- 2006 : Brasilia 18 %
- 2005 : Stress, Orgasmos e Salvação
- 2002 : O Príncipe
- 1983 : O Cangaceiro Trapalhão
- 1978 : Un Noite dos Duros

### Télévision
- 2005 : Mandrake (11e épisode : Rosas Negras)

- 2002 : O quinto dos infernos : Branca Camargo
- 1999 : Andando nas nuvens : Frida
- 1996 : O fim do mundo : Gardênia Laranjeira
- 1992 : De corpo e alma : Betina Lopes Jordão
- 1986 : Roda de Fogo : Lúcia Brandão
- 1986 : Memórias de um gigolô : Lu
- 1985: Grande Sertão: Veredas ; Maria Deodorina / Diadorim / Reinaldo
- 1983 : Louco amor : Patrícia Dumont
- 1982 : Avenida Paulista : Anamaria Vidal
- 1980: Um homem muito especial : Mariana de Matos Lacerda
- 1978 : Aritana : Drª. Estela Bezerra
- 1977: Sem lenço, sem documento : Carla Azeredo